# 飓风弗朗西丝
飓风弗朗西丝（英語：Hurricane Frances）是2004年大西洋中第二强的热带气旋，并被证明在佛罗里达州具有非常大的破坏性。2004年大西洋飓风季的第六场被命名的风暴、第四场飓风和第三场大型飓风。该系统于8月下旬穿过开阔的大西洋，在加强的同时移动到小安的列斯群岛以北。它的外围雨带在经过加勒比海以北时袭击了波多黎各和英属维尔京群岛。风暴的最大持续风速达到145英里/小时（233公里/小时），达到了萨菲尔-辛普森飓风风力等级的四级飓风。随着系统向前运动的速度减慢，风眼掠过圣萨尔瓦多岛，非常靠近巴哈马的猫岛。弗朗西丝是自 1928 年以来第一次影响整个巴哈马群岛的飓风，几乎完全摧毁了他们的农业经济。
在飓风查利过后三周，弗朗西丝从佛罗里达州中部经过，对该州柑橘作物造成重大损害，关闭主要机场和学校，并迫使取消大学足球比赛。风暴随后从佛罗里达离岸短暂移动，进入墨西哥湾东北部，并在佛罗里达狭地第二次登陆美国、在向东北加速通过阿巴拉契亚山脉附近的美国东部并进入加拿大大西洋省份地区，同时减弱。一场严重的龙卷风爆发伴随着席卷美国东部的风暴，几乎与飓风比尤拉的爆发持平。这场移动缓慢且规模相对较大的飓风带来了非常大的降雨，导致佛罗里达州和北卡罗来纳州发生洪水。50人死亡，损失总额为101亿美元（2004年美元）。

## 气象历史
8月21日，一股强劲东风波离开非洲西海岸。系统连续数日沿副热带高压脊底部向西移动，虽然外界环境有利，但结构一直杂乱无章。与波动相关的雷暴终于在8月24日早些时候开始组织了起来，那天晚上系统变成了热带低气压。随着低气压继续前进，除了东部象限外，其他所有地区都观察到了良好的上层外流，并于8月25日在小安的列斯群岛以东约1,420英里（2,290公里）处增强为热带风暴状态。
8月26日，热带风暴，现名为弗朗西丝，在垂直风切变较低的环境中进一步增强，其轨道向西北偏西方向弯曲。弗朗西丝迅速增强，形成了一股风眼，并在当天下午晚些时候达到了飓风强度。8月27日，一个逼近的高空槽导致弗朗西丝向西北移动，气旋在8月28日达到了每小时135英里（217公里/小时）的主要的巅峰强度。飓风于8月29日恢复原来的西进运动，上层低压槽移离该地区，副热带高压脊加强到弗朗西丝以北。

Mike Fincke在国际空间站上于2004年8月27日拍摄的飓风弗朗西丝图像。

在第二天，飓风经历了眼墙置换循环，在此期间最大持续风速降至每小时115英里（185公里/小时）。这种减弱趋势是短暂的，风暴在8月30日下午增强，因为垂直风切变保持在较低水平。随着它转向西北偏西方向，风暴继续增强，在佛罗里达州西棕榈滩东南偏东555英里（893公里）的9月2日达到每小时145英里（233公里/小时）的巅峰强度。9月2日，弗朗西丝进入巴哈马，直接经过圣萨尔瓦多岛，离猫岛很近。到下午2点，风暴减弱为三级飓风，最初归因于内核过程，但是后来被确定是高空西风增加，以及由此产生的垂直风切变而导致的。9月3日，弗朗西丝进入阿巴科岛附近并直接在大巴哈马上空继续缓慢减弱。风暴在经过大巴哈马岛之前恢复了二级飓风强度，并且由于其北部的亚热带高压脊减弱，前进速度也开始变得缓慢。南佛罗里达的部分地区此时开始受到狂风和飓风的外围雨带的影响。据报道，从木星湾到迈阿密的阵风从每小时40英里（64公里/小时）到高达每小时87英里（140公里/小时）。
弗朗西丝在穿越巴哈马和佛罗里达之间温暖的墨西哥湾流时，以每小时5到10英里（8.0到 16.1公里/小时）的速度缓慢移动，导致人们担心它可能会重新增强起来。但是，弗朗西丝在9月4日的大部分时间里袭击佛罗里达州东海岸匹尔斯堡 (佛罗里达州)和西棕榈滩之间的时候，以每小时105英里（169公里/小时）的最大持续风速保持稳定在二级强度。晚上11点，眼墙的西边开始向陆上移动。由于它较大的风眼大约有80英里（130公里）宽，而且它的向前运动缓慢，因此环流中心在海上停留了几个小时。美国东部时间9月5日凌晨1点（UTC 时间 0500），弗朗西丝较广的风眼的中心沿着佛罗里达州海岸登陆，位于哈钦森岛南端，靠近[[休厄尔之点 (佛罗里达州)] 、詹森海滩和佛罗里达州薩勒諾港 (佛羅里達州)。9月5日晚，弗朗西丝由于其北部的高压系统增强而加速，穿过[佛罗里达州[|佛罗里达半岛]]，以热带风暴的形式出现在坦帕附近的墨西哥湾上空。在墨西哥湾上空短途游荡后，弗朗西丝在佛罗里达州圣马克附近第二次登陆。弗朗西丝向内陆推进，减弱为热带低气压，并在美国南部和东部造成强降雨。水文气象预测中心的美国气象学家继续发布有关该系统的建议，直到它越过加拿大-美国边境进入魁北克，那里也有大雨。

## 永久除名
由于它在美国的影响相当严重，世界气象组织 (WMO) 于2005年春天正式将弗朗西丝从名单中除名，并且永远不再大西洋飓风中使用。它在2010年飓风季被"菲奥娜"取代。由于法国在2003年WMO会议上提出的要求，无论风暴有什么影响，2004年飓风季过后，弗朗西丝已经从轮换名单中删除，弗朗西丝在美国造成的破坏，足以证明其除名是正当的决定。